# Alpakesa taiwanensis
Alpakesa taiwanensis är en svampart som beskrevs av Matsush. 1987. Alpakesa taiwanensis ingår i släktet Alpakesa, divisionen sporsäcksvampar och riket svampar.   Inga underarter finns listade i Catalogue of Life.